# Капустинский, Анатолий Фёдорович
Анатолий Фёдорович Капустинский (1906—1960) — советский учёный химик и физикохимик, доктор химических наук (1937), профессор (1934), член-корреспондент Академии наук СССР (1939). Один из основоположников термохимии изотопов.

## Биография
Родился 16 декабря (29 декабря по новому стилю) 1906 года в Житомире, в семье бухгалтера и домохозяйки.
Первоначально учился в 1-й Житомирской гимназии, а с 1915 года — в 1-й Варшавской гимназии. В 1921—1922 годах работал на фабрике красок ВХУТЕМАСа. В 1922 году окончил среднюю школу.  В 1923 году поступил на химическое отделение физико-математического факультета Московского университета (МГУ), который окончил «по химическому факультету в 1929 г., специализировавшись по химии высоких температур у академика Брицке и почетного академика Каблукова.». Выполнил дипломную работу на тему: «Изучение термической диссоциации сернистого кадмия».
- 1929—1941 — сотрудник ВНИИ прикладной минералогии (с 1935 года — Всесоюзный институт минерального сырья).
- 1930—1932 — ассистент кафедры физической химии Московского высшего технического училища.
- 1931—1933  — преподаватель в Московском химико-технологическом институте имени Д. И.Менделеева (МХТИ).
- 1932—1934 — преподаватель в Военно-химической академии РККА.
- 1933—1937 — заведующий кафедрой физической химии Горьковского университета[6].
- 1937—1941 — заведующий кафедрой физической химии Московского института стали им. И. В. Сталина[7].

В 1935 году направлен Наркоматом тяжёлой промышленности в командировку для ознакомления с научно-исследовательской работой в странах Западной Европы и США. Работал в Калифорнийском университете в лаборатории известного исследователя в области термодинамики профессора Г. Н. Льюиса над выяснением термодинамических свойств дейтерия.
В 1937 году утверждён в учёной степени доктора химических наук.
В 1941—1943 годах  в эвакуации работал в Казанском университете, где возглавлял кафедру физической химии и лабораторию Института общей и неорганической химии Академии наук СССР, а также читал студентам химического факультета курс физической химии, спецкурс химической термодинамики и факультативные курсы по истории химии и библиографии.  С 1943 года и до конца своей жизни работал в Институте общей и неорганической химии Академии наук СССР. Одновременно в 1943—1960 годах — заведующий кафедрой общей и неорганической химии, профессор МХТИ им. Д. И. Менделеева, в 1945—1949 годах — профессор МГУ, где читал специальные курсы «Теоретические основы современной неорганической химии» и «Химия изотопов».  Автор работ по истории неорганической и физической химии в России, а также биографий учёных-химиков: Д. И. Менделеева, И. А. Каблукова, А. Е. Ферсмана, Г. Н. Льюиса, Ж. Л. Пруста, А. Авогадро.
Жил в Москве на Смоленском бульваре, 4; Яузской улице; улице Большой Ордынке, 29; Ленинском проспекте, 13.
Умер 26 августа 1960 год в Москве. Похоронен на Новодевичьем кладбище. Вместе с ним похоронена его жена — Капустинская Наталия Петровна (1904—1991).

## Общественно-научная деятельность
Входил в состав Главной редакции второго издания Большой советской энциклопедии. Член редакционной коллегии журнала «ИЗВЕСТИЯ АКАДЕМИИ НАУК. ОТДЕЛЕНИЕ ХИМИЧЕСКИХ НАУК». В 1957 году избран председателем Национального объединения советских историков химии.

## Научные труды
- Капустинский, А. Ф. Термодинамика химических реакций и её применение в металлургии и неорганической технологии / А. Ф. Капустинский; под ред. акад. Э. В. Брицке. — Л. : Гос. научно-техн. изд-во цв. и золото-платиновой пром-сти, Цветметиздат, 1933. — 224 с.: рис., табл.[13]
- Капустинский, А. Ф. Химические равновесия в неорганических системах / А. Ф. Капустинский; при участии З. Г. Пинскера и др. ; ГГУ НКТП СССР. — М.; Л. : ОНТИ НКТП СССР.  Гл. ред. геолого–развед. и геодез. лит., 1936. — 98, [3] с., 3 л. вкл. ил. — (Труды Всесоюзного Научно-исследовательского института минерального сырья; вып. 109). — Загл. парал. рус., англ. яз. [14]
- Капустинский, А. Ф. Очерки по истории неорганической и физической химии в России: От Ломоносова до Великой Октябрьской социалистической революции / А. Ф. Капустинский; АН СССР, Ин-т истории естествознания. — М. ; Л.: изд-во АН СССР, 1949. — 166 с. — (Серия «Итоги и проблемы современной науки»). — Имен. указ.: с. 159—162. — Предм. указ.: с. 163—164.[15]
- Капустинский, А. Ф. Андрей Снядецкий и виленская школа химиков // А. Ф. Капустинский // ТР. Ин-та истории естествознания и техники. — 1956. — Т. 12. — с. 22—39.
- Брицке Э. В., Капустинский А. Ф. Термические константы неорганических веществ / ИМЕТ АН СССР,  Москва; Ленинград: АН СССР— 1949. — 1011 с.

## Награды
- Орден Трудового Красного Знамени (10.06.1945)
- медали
- Премия Комитета по химизации СССР — за работы по молекулярным структурам (1933)
- Премия им. Л. В. Писаржевского Академии наук УССР (1942) — за работы: «Термодинамика иона марганца и энтропии водных ионов» и «О вычислении радиусов ионов из энтропии»[16].